# Para Para
Para Para (パラパラ; anche ParaPara o Para-Para) è un popolare ballo giapponese. Ci sono specifici movimenti preimpostati da eseguire per ogni canzone, e tutti eseguono gli stessi movimenti allo stesso tempo, in modo molto simile ai balli di gruppo.
La ParaPara si è gradualmente sviluppata a partire dai primi anni ottanta, quando in Europa incominciarono a vendere Italo disco, Eurobeat, e in seguito New wave in Giappone (la New wave uscì a metà degli anni ottanta), ma queste non ottennero molta popolarità fuori dal Giappone prima della fine degli anni novanta, quando avvenne il boom della Para Para, dopo che l'idolo pop Takuya Kimura degli SMAP si esibì in televisione. Oggi è conosciuta in tutto il mondo, specialmente sulla costa del Pacifico.

## Descrizione
La Para Para sfrutta principalmente i movimenti delle braccia e piccoli movimenti della parte inferiore del corpo, probabilmente per concentrarsi di più sull'ancheggiare e ballare sul posto, anche se alcune coreografie richiedono dei movimenti più complessi. Si ipotizza che sia il discendente del ballo tradizionale Bon Odori. I ballerini si esibiscono al suono veloce e molto ritmato di musica Eurobeat. Coloro che ballano molto spesso la ParaPara si fanno chiamare Paralist.

## Varianti
Alcune varianti della ParaPara sono anche la Techpara (che sarebbe ballata sulla musica techno) e TraPara (che sarebbe ballata sulla musica trance). Quest'ultima è anche conosciuta come Torapara o ToPara a causa di com'è scritto "trance" in giapponese, トランス "toransu".

## Trend corrente
Nell'aprile del 2005, il ballo ParaPara Dragostea Din Tei è stato mandato in onda sul famoso programma SMAPxSMAP in Giappone (lo stesso programma che creò il boom del 1998). La serie di video ParaPara Paradise è stata sostituita dalla serie di CD e DVD Gazen ParaPara!!, dedicata al mercato delle giovani adolescenti che seguono il modello delle ganguro della rivista Egg magazine. Manifestazioni recenti nel 2005 hanno incluso quella per l'uscita del CD Super eurobeat vol.160 e l'Avex Rave 2005, tenutosi il 20 agosto 2005 al Velfarre, sponsorizzato da Avex Trax. Tre ballerini statunitensi vi hanno partecipato col nome di  American Dream. Un altro team di ballo americano chiamato  Paralization Globalization si è esibito a Tokyo nell'estate del 2005 allo Starfire e B-1 Dynamite, eventi di club estremamente popolari nell'ambiente della ParaPara. Inoltre un DJ dal club Velfarre ha assistito a una convention sugli anime in Texas nel periodo estivo del 2005 per aiutare a promuovere la parapara. A conseguenza di ciò, la ParaPara ha riguadagnato popolarità in Giappone; tuttavia non è stato abbastanza per trasformarsi in una nuova tendenza a causa di diversi fattori, e uno di questi è stato il caso del Super Free di Shinichiro Wada.
Negli Stati Uniti, la Geneon Entertainment ha pubblicato la serie di CD ParaPara Max US Mix. I dischi contengono remix di sigle di anime come Neon Genesis Evangelion, Punta al Top! Gunbuster e molti altri titoli. I volumi 1, 2 e 3 sono stati pubblicati rispettivamente in agosto, ottobre e dicembre 2005. Geneon inoltre tenne un concorso per promuovere il CD e la relativa serie anime. Il concorso si è svolto all'Otakon del 20 agosto 2005.

## Opere sul Para Para
- La società Konami realizzò una serie di videogiochi chiamati ParaPara Paradise i quali fanno parte di una serie di giochi musicali chiamati Bemani. Esso consiste in una piattaforma ottagonale con dei sensori di movimento ai lati. Il giocatore deve azionare i sensori muovendo le braccia (o altre parti del corpo) quando la freccia corrispondente raggiunge la parte alta dello schermo, che è posto davanti alla piattaforma.
- Para Para Sakura, un film con Aaron Kwok, presenta alcuni balli ParaPara in un contesto di film dalla trama romantica. Il tema musicale del film, Para Para Sakura, non è correlato in alcun modo al tipo di musica della ParaPara. I paralist non considerano il film attinente in ogni modo alla ParaPara originale.
- Nell'anime Super Gals!, il passatempo preferito del personaggio principale, Ran Kotobuki, è ballare la ParaPara. Grazie alla sua popolarità, quest'anime è probabilmente l'opera che più ha contribuito a far conoscere questa danza fuori dal Giappone.
- Una serie di CD di Yōko Ishida sono remix di canzoni dei cartoni animati in chiave ParaPara. Questo ha dato il nome alla serie.